# Campochiesa
Campochiesa (Campugexa in ligure) è una frazione di 1 239 abitanti del comune di Albenga, in provincia di Savona.
Situata a 28 m s.l.m. dista circa 4 km dal centro abitato ingauno in un lembo di pianura tra il fiume Centa e le colline. Confina con le altre frazioni albenganesi di Salea e Leca.
Prima dell'unione con l'ente albenganese - avvenuta nel 1929 - era comune a sé stante: ancora oggi in piazza della chiesa è presente la vecchia sede comunale. Presso il cimitero della frazione si trova la chiesa di San Giorgio o de Campora. Il contesto in cui sorge il centro è di leggere ondulazione di terreni e boschi, il nucleo abitato ha una strada centrale che seguendola per qualche minuto si arriva nella località di Mortéo dove è presente qualche rudere ed una chiesa con affreschi del Quattrocento.
Nei terreni di Campochiesa è attiva la produzione di vini, come il pigato ed il rossese.

## Storia

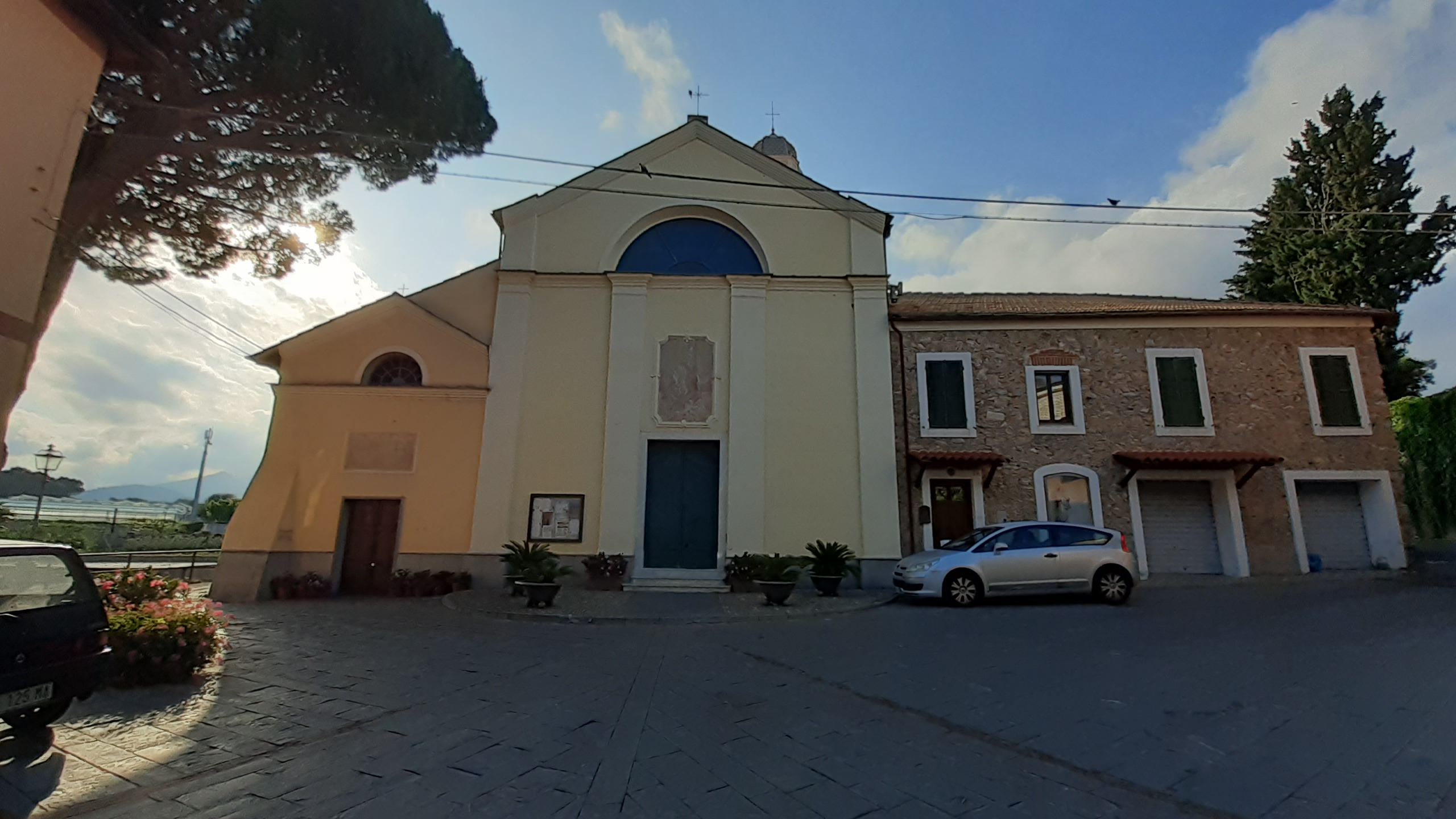
La chiesa parrocchiale nel centro della frazione

Nel XII secolo venne fondata un centro autosufficiente per poter ospitare i pellegrini ed i cavalieri, chiamata in origine Campus Ecclesiae cioè quei terreni di proprietà della Chiesa. L'attuale località di San Giorgio fu popolosa in epoca medievale, ma già nella prima metà del XVI secolo i pochi abitanti si trasferirono nella vicina Campochiesa. Anche in località Morteo -  oggi disabitata - nel 1571 risultava abitato, anno in cui venne decretato l'abolizione della rettoria indipendente.
Nel 1619 venne trasferita a Campochiesa la sede parrocchiale precedentemente situata a San Giorgio. In questo periodo venne ampliata la sede dell'attuale parrocchia campochiesina e dell'oratorio adiacente, di cui gli affreschi originali risultano essere del Cinquecento. Nella chiesa era presente un dipinto del 1478 raffigurante san Sebastiano, attribuito ad un anonimo pittore ligure-piemontese, attualmente nella chiesa di San Giorgio.
Venne costruito un aeroporto per dirigibili a Campochiesa negli anni precedenti la prima guerra mondiale. Nella frazione sono presenti due sedi di militari, una ex-polveriera (in stato di abbandono), ed una struttura militare recuperata negli anni novanta del Novecento per lo spostamento dell'istituto d'istruzione superiore "Galileo Gallilei".

## Monumenti e luoghi d'interesse

### Architetture religiose

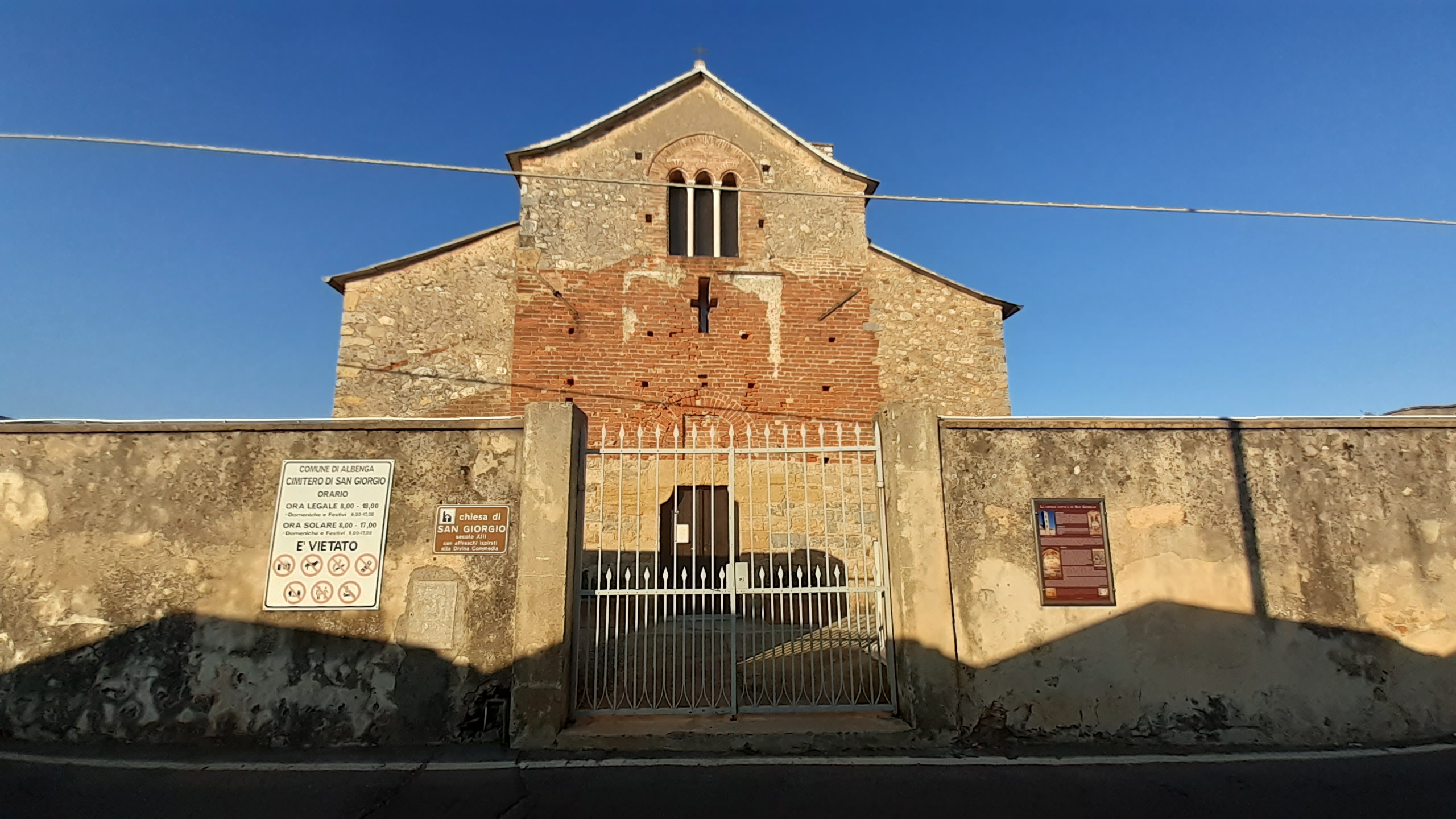
Vista della facciata della chiesa di San Giorgio

- Chiesa di San Giorgio di Campochiesa presso l'omonima località. Di origine medievale e in stile romanico-gotico, conserva cicli di affreschi del XV secolo.
- Chiesa parrocchiale dei Santi Fabiano e Sebastiano nel centro storico di Campochiesa.
- Oratorio di San Giovanni Battista nel centro storico di Campochiesa, a fianco alla parrocchiale, edificato nella seconda metà del Quattrocento.
- Cappella di San Sebastiano in località Morteo.

### Cappella di San Sebastiano in Morteo

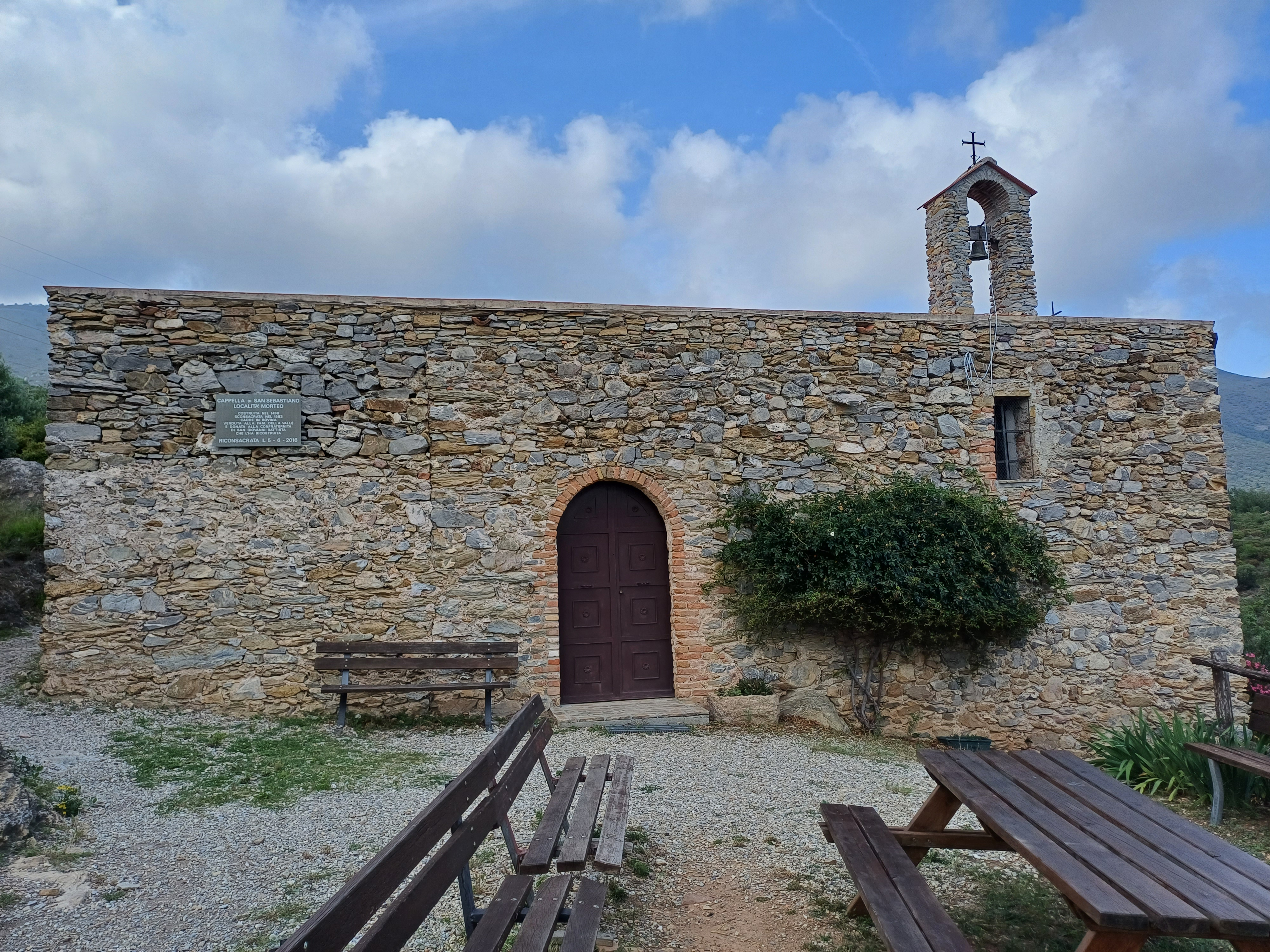
La cappella di San Sebastiano (Morteo)

Nel 1498 un donatore conosciuto come Moreno alla cronache, decide di donare il terreno permettendo la costruzione della Cappella di San Sebastiano. Alla fine del XVI secolo il villaggio di Morteo viene abbandonato e nei primi del '600 anche la piccola cappella subisce lo stesso destino, venendo venduta alla famiglia Della Valle ed adibita a fienile.
La chiesa è a pianta longitudinale, orientata con l'abside rivolto ad est verso il mare; prima del restauro mancava totalmente la parete sinistra dovuta a un crollo di un pilastro sulla quale era raffigurato un Santo barbuto ma irriconoscibile. Mancava anche tutto il soffitto della volta a crociera, crollato probabilmente durante il sisma del 1887. Durante i primi anni del XXI secolo viene donata dal privato ingegnere Emanuele Della Valle alla Confraternita di San Giovanni Battista di Campochiesa che la restaurano, ricostruendo il muro crollato, il soffitto e restaurando gli interni.
L'affresco del '500 che decorava l'abside, oggi quasi perduto, rappresenta la scena dell'Annunciazione di Dio e della Colomba dello Spirito Santo.  La parte centrale era occupata da una scena di Madonna in Trono con Bambino: Gesù seduto sulle ginocchia della madre e retto dalla sua mano destra, adornata da una collana di corallo. Ai loto lati sono disposte due coppie di santi, che dovrebbero corrispondere a destra San Sebastiano trafitto da frecce e San Giacomo in abiti da pellegrino mentre a sinistra si trovano i Santi Cosma e Damiano. La raffigurazione è chiusa in una cornice tricroma rossa, gialla e verde con motivi floreali.
La parete destra è stata restaurata nel 2010 e rappresenta il tema della Pietà con la Madonna che regge sulle ginocchia il corpo del Cristo morto e vicina c'è un Santo attribuito a Sant'Antonio che tiene in mano un pastorale adornato di campanule. Sullo sfondo si staglia una città turrita ipoteticamente identificata come il ritratto del centro storico di Albenga, che si scorge dalla finestrella vicino al dipinto.
La Cappella è raggiungibile partendo dal centro del Paese e attraversando il viadotto sopra la A10 e proseguendo lungo il sentiero per circa 2,5 km.

## Cultura

### Istruzione
- Istituto tecnico statale "Galileo Galilei". Fondato nel 1952 dal sacerdote don Giacomo Lasagna, come istituto professionale in Albenga, dopo lo spostamento di due sedi differenti, trovò lo spazio finale nell'attuale sede negli anni novanta del Novecento. La scuola nasce come privata con il nome di "G. Ferrini", riconosciuta legalmente nel 1971 diventando Istituto tecnico industriale statale. Pur essendo stato accorpato prima con l'ITIS di Savona e successivamente con l'ITIS di Imperia, attualmente è accorpato con l'Istituto professionale alberghiero secondario superiore di Alassio-Albenga. Nei suoi locali vengono formati tecnici chimici, industriali, elettronici e liceali tecnologici.

### Eventi
- Festa patronale dei santi Fabiano e Sebastiano, il 20 gennaio, a Campochiesa.
- Festa di San Giorgio compatrono il 24 aprile, a Campochiesa.
- Festa della Cappella di Morteo ultima Domenica di Maggio.
- Festa della Natività di san Giovanni Battista, patrono dell'oratorio dei disciplinanti, il 24 giugno,a Campochiesa.
- Sagra dei "4 di Albenga" primo week end di luglio presso le opere parrocchiali Don Bosco, a Campochiesa.
- Castagne e Rossese, prima domenica di ottobre nel centro storico di Campochiesa.

## Geografia antropica
Campochiesa è suddivisa nelle seguenti regioni e località.
- Regione Rapalline;
- Regione Fontana Viva;
- Regione Scornavacca;
- Regione Costetta;
- Regione Castella;
- Regione Morteo;
- Regione Lago Negro;
- Regione Carretto;
- Regione Fasceo;
- Regione Signola;
- Regione Gerbi Bianchi;
- Regione Bandietta;
- Regione Veirano;
- Regione Ronchignole;
- Regione Campore;
- Regione Bellotte;
- Regione Terre Rosse;
- Regione Giabeffa;
- Regione Chiappe;
- Regione Valla;
- Regione Vallette;
- Regione Maglio;
- Regione Camporette;
- Regione Carenda di Rapalline;
- Regione Prato Grande;
- Regione Baffico;
- Regione San Giorgio;
- Regione Rissaire;
- Regione Carenda San Giorgio;
- Regione Paragi;
- Regione Prato del Vescovo;
- Regione Poggi di Campochiesa;

### Morteo
Anticamente nota con i nomi di Murteto, Mortedo o Multedo, la villa rurale di Morteo sembra essere uno dei primi nuclei insediativi nella zona di Campochiesa. Il nome deriva dal termine murta che significa mirto, cioè il fitotoponimo legato all'attività rurale del conciare le pelli di per mezzo del mirto selvatico. Le prime notizie risalgono al 1225 quando nascono delle controversia tra il Comune di Albenga e il Vescovo che rivendicano entrambi il dominio della zona